# Грб Краљева
Град Краљево и градско насеље Краљево добили су своје хералдичко обележе које сведочи о имену, прошлости и знаменитости Краљева и његових житеља. Идејини аутор грба је Мијат Ивановић.
Велики грб састоји се од седам златних краљевских венаца које означавају седам средњовековних крунисања Немањића обављених у Жичи: прво и друго крунисање Стефана Првовенчаног, крунисања Радослава, Владислава, Уроша првог и два крунисања краља Драгутина, затим градски топоним и значај града који је настао у непосредној близини културних центара и великих светилишта, Студенице и Жиче. Но треба имати у виду да су венци Немањића били затвореног(византијског типа) за разлику од отворених венаца који су представљени на грбу.
Црвена боја је симбол краљевске порфире, зидова архиепископске цркве манастира Жиче и средњовековне српске хералдике. Соко је митска птица српске народне књижевности и културе. Као симбол храбрости и полета, она је израз племенитих аспирација једног развијеног средњовековног друштва и неговања традиције витештва. Увођење сокола на нивоу великог грба добијен је додатни мотив који говори о постојању културног центра и дворског средишта и ван времена краљевског и архиепископског посвећења, он истовремено подсећа на постојање традиције јунаштва и саможртвовања. Трака са поруком „НАМА ДОБРО А НИКОМЕ ЗЛО“ сведочи о спремности да се ради за сопствено добро, али у оквиру јасно декларисаног начела да не постоји лично добро које би било засновано на туђој невољи. Тробојни завршеци траке апострофирају националну и државну припадност. Општи грб Краљева изгледа као и велики грб, али без сокола и траке са поруком. 